# 資深大律師 (香港)
香港的資深大律師（英語：Hong Kong Senior Counsel）是香港對經確認後歷年資的最深並符合資格訟務律師等知名相關工作專業人士委員名單聘請獲委任為合作條約香港資深大律師行事務所之稱號。

## 簡介
在香港，大律師累積十年經驗後，有機會獲終審法院首席法官委任成為資深大律師（Senior Counsel, SC）。資深大律師在香港的地位，等同香港主權移交前的御用大律師（King's Counsel, KC/Queen's Counsel, QC）。所有在主權移交前已獲認許為御用大律師的香港大律師，在香港主權移交後全部自動獲得香港資深大律師的資格。
委任資深大律師時，首席法官會考慮其行內成就、貢獻、經驗等，絕非擁有年資便能順理成章獲得委任。而大多數資深大律師被委任時，年資已超過20年，獲肯定其出衆的才能及在行業中的專業地位。
至現時為止，香港只有一名名譽資深大律師——前香港大學法律學院院長、人權學者陳文敏，他在2003年獲得名譽資深大律師的資格。
截至2022年7月，資深大律師共有103人（91男、12女）。香港大律師公會會根據資深大律師的執業年份列出排名。排首位的是身為民主派元老的民主黨創黨主席李柱銘，在1979年獲委任為資深大律師。

## 知名的資深大律師
- 毛樂禮
- 王正宇
- 石永泰
- 何沛謙
- 余若海
- 余若薇
- 李志喜
- 李柱銘
- 杜淦堃
- 林定國
- 胡漢清
- 唐明治
- 袁國強
- 張健利
- 梁冰濂
- 梁卓然
- 梁定邦
- 梁家傑
- 清洪
- 莫樹聯
- 許偉強
- 郭慶偉
- 陳文敏（名譽資深大律師）
- 陳正龍
- 陳景生
- 陳樂信
- 麥高義
- 彭耀鴻
- 湯家驊
- 馮華健
- 黃仁龍
- 黃國瑛
- 楊家雄
- 廖長城
- 翟紹唐
- 蔡維邦
- 潘熙
- 鄭若驊
- 駱應淦
- 戴啟思
- 謝華淵
- 譚允芝

## 外部連結
- 香港大律師公會 （页面存档备份，存于）
- 香港資深大律師列表 （页面存档备份，存于）